# Stilian Grozdev
Stilian Rosenov Grozdev –en búlgaro, Стилиян Росенов Гроздев– (27 de julio de 1999) es un deportista búlgaro que compite en halterofilia. Ganó dos medallas en el Campeonato Europeo de Halterofilia, oro en 2021 y plata en 2018.

## Trayectoria
En el Campeonato Europeo de 2018 quedó en segundo lugar en la categoría de 62 kg al levantar 293 kg en total (135 kg en arrancada y 158 kg en dos tiempos). En la edición de 2021 consiguió el primer lugar en la categoría de 62 kg, con un total de 296 kg (136 kg en arrancada y 160 kg en dos tiempos).

## Palmarés internacional
| Campeonato Europeo | Campeonato Europeo | Campeonato Europeo | Campeonato Europeo |
| Año                | Lugar              | Medalla            | Categoría          |
| ------------------ | ------------------ | ------------------ | ------------------ |
| 2018               | Bucarest (Rumania) | Medalla de plata   | 62 kg              |
| 2021               | Moscú (Rusia)      | Medalla de oro     | 61 kg              |